# Вилхелмина Пруска (1709–1758)
Вилхелмина Пруска, с рождено име Фридерика София Вилхелмина Пруска (на немски: Friederike Sophie Wilhelmine von Preußen; * 3 юли 1709, Потсдам; † 14 октомври 1758, Байройт) от род Хоенцолерн, е принцеса от Кралство Прусия и чрез женитба маркграфиня на Княжество Бранденбург-Байройт (1735 – 1758).

## Живот
Тя е най-възрастната дъщеря на пруския крал Фридрих Вилхелм I (1688 – 1740) и съпругата му Софи Доротея фон Брауншвайг-Люнебург (1687 – 1757), единствената дъщеря на краля на Обединеното кралство Джордж I. Вилхелмина е кръстена на 12 юли 1709 г. Нейните кръстници са монарсите Фридрих I фон Прусия (нейният дядо), Август Силни от Саксония, крал на Полша, и крал Фредерик IV от Дания и Норвегия.
На осем години тя е сгодена за братовчед си Фридрих Лудвиг фон Хановер, 15. принц на Уелс.
Тя е меценатка на изкуството, композиторка и оперна интендантка, пише си с Волтер.
Вилхелмина трябвало първо да стане кралица на Англия. Тя се омъжва обаче на 30 ноември 1731 г. в Берлин за маркграф Фридрих III фон Бранденбург-Байройт (1711 – 1763), маркграф на Княжество Бранденбург-Байройт от странична линия на франкските Хоенцолерни във Веферлинген, син на маркграф Георг Фридрих Карл фон Бранденбург-Байройт.
- Вилхелмина с брат ѝ Фридрих II
- Вилхелмина като годеница
- Маркграфиня Вилхелмина фон Байройт

## Деца
- Елизабет Фридерика София (1732 – 1780), омъжена в Байройт на 26 септември 1748 (раздяла 1754) за херцог Карл Евгений фон Вюртемберг (1728 – 1793).

## Мемоари
- Mémoires de Frédérique Sophie Wilhelmine, Margrave de Bayreuthe, soeur de Frédéric le Grand, depuis L'année 1709 jusqu'a 1742, écrit de sa main. Mercure de France, Paris 1967.
- Ingeborg Weber-Kellermann: Wilhelmine von Bayreuth, eine preußische Königstochter. Glanz und Elend am Hofe des Soldatenkönigs in den Memoiren der Markgräfin Wilhelmine von Bayreuth. Insel-Verlag, Frankfurt/M. 2004, ISBN 3-458-32980-3.
- Günther Berger: Memoiren einer preußischen Königstochter. Markgräfin Wilhelmine von Bayreuth. Bayreuth 2007.